# Funkadelic
I Funkadelic sono stati un gruppo funk e rock statunitense, attivo soprattutto negli anni settanta ed originario di Plainfield, nel New Jersey. Assieme al progetto parallelo dei Parliament, anch'esso guidato dal carismatico leader e fondatore George Clinton, il gruppo ha dato inizio alla cultura della musica funk di quel periodo.

## Storia
È il 1955 e George Clinton, che diverrà più tardi leader della band, lavora presso la barberia dello zio stirando i capelli ai giovani afroamericani. Come base, in questo luogo di incontro e scambio d'opinioni, nascono prima The Parliaments, gruppo ancora legato alla formula anni cinquanta del doo-wop e del soul, e più tardi i Funkadelic, nel 1968, come band di supporto dei primi.
Le due formazioni proseguono negli anni parallelamente e George Clinton ne diviene la mente creativa predominante, man mano che il successo coglie entrambe le band.
Contaminandosi vicendevolmente con i grandi del rock acido e psichedelico di fine anni sessanta e degli anni settanta in particolare, tra cui Frank Zappa, Jimi Hendrix e Sly & the Family Stone, la band diviene un'icona cult del funk psichedelico, rinnovando i modelli di James Brown sino ad ottenerne miscele ancora più esplosive, messe in atto da show titanici, con costumi folli e trovate sceniche stupefacenti.
L'omonimo album di debutto Funkadelic viene pubblicato nel 1970. La formazione che incise il disco era composta da George Clinton alla voce, Eddie Hazel alla chitarra solista, Lucius "Tawl" Ross alla chitarra ritmica, Billy "Bass" Nelson e Bob Babbitt al basso, Mickey Atkins e Bernie Worrell all'organo, Earl Van Dyke alla tastiera in un brano, Ramon "Tiki" Fulwood e Brad Innis alla batteria, Herb Sparkman alla voce solista su Music for My Mother, oltre agli altri cantanti dei Parliament Clarence "Fuzzy" Haskins, Calvin Simon, Ray Davis e Grady Thomas, con l'aggiunta di alcune voci femminili sconosciute.
Il secondo album Free Your Mind... and Your Ass Will Follow viene pubblicato nello stesso anno e vede Bernie Worrell accreditato come membro ufficiale.
Poco dopo l'uscita del successivo Maggot Brain, del 1971, si aggiunge al gruppo il bassista Bootsy Collins.
Nel 1972 viene pubblicato America Eats Its Young. Poco dopo l'uscita dell'album Lucius "Tawl" Ross, Eddie Hazel e Bill Nelson lasciano il gruppo. Gli ultimi due torneranno ad aggiungersi al gruppo per alcune pubblicazioni successive. Entra quindi a far parte della formazione il chitarrista Michael Hampton.
Nel 1973 la band pubblica Cosmic Slop, che presenta una formazione finalmente stabile, e che beneficia dell'estro del neo reclutato chitarrista e cantante Garry Shider.
Il 1974 vede il ritorno nella line up del gruppo di Eddie Hazel. Infatti, dopo aver passato un anno in prigione per aver assaltato, sotto l'effetto di droga, una hostess e uno steward su un volo di linea, Hazel è parte della formazione che registrerà l'album Standing on the Verge of Getting It On.
Nel 1978 i Funkadelic pubblicano quello che è considerato il loro miglior album, One Nation Under a Groove, il primo a raggiungere il disco di platino.
Nel 1981 George Clinton scioglie entrambe le band, proseguendo nella carriera solista. I membri del gruppo si riuniscono in seguito sotto il nome di P-Funk All Stars.

## Discografia
- 1970 - Funkadelic (Westbound Records, WB 2000)
- 1970 - Free Your Mind... and Your Ass Will Follow (Westbound Records, WB 2001)
- 1971 - Maggot Brain (Westbound Records, 2WB 2007) 2 LP
- 1972 - America Eats Its Young (Westbound Records, 2WB 2020) 2 LP
- 1973 - Cosmic Slop (Westbound Records, WB 2022)
- 1974 - Standing on the Verge of Getting It On (Westbound Records, WB 1001)
- 1975 - Let's Take It to the Stage (Westbound Records, W-215)
- 1975 - Funkadelic's Greatest Hits (Westbound Records, WB 1004) Raccolta
- 1976 - Tales of Kidd Funkadelic (Westbound Records, W-227)
- 1976 - Hardcore Jollies (Warner Bros. Records, BS 2973)
- 1977 - The Best of the Early Years Volume One (Westbound Records, WB 303) Raccolta
- 1978 - One Nation Under a Groove (Warner Bros. Records, BSK 3209)
- 1979 - Uncle Jam Wants You (Warner Bros. Records, BSK 3371)
- 1980 - 42,9 % (LAX Records, 0060.318) Pubblicato in Germania, riedito nel 1981 negli Stati Uniti con i titoli Connections & Disconnections e Who's a Funkadelic?
- 1981 - The Electric Spanking of War Babies (Warner Bros. Records, BSK 3482)
- 1996 - Live: Meadowbrook, Rochester, Michigan 12th September 1971 (Westbound Records, CDSEWD 108)
- 2007 - By Way of the Drum (Hip-O Select Records, B0007399-02)
- 2008 - Toys (Westbound Records, WBCD-1121) Raccolta di inediti dei primi anni settanta
- 2009 - U.S. Music with Funkadelic (Westbound Records, WBCD 1122X)
- 2014 - First Ya Gotta Shake the Gate (The C Kunspyruhzy, CKY003)